# Chronica maiora
La Chronica maiora Anglia et l'Historia Anglorum sont des livres manuscrits rédigés en latin au XIIIe siècle par Matthieu Paris, qui relatent l'histoire de l'Angleterre au Moyen Âge.
C'est un ouvrage précis et l’une des sources d’information les plus importantes sur l'histoire de l'Angleterre médiévale. Il est maintenant séparé en deux parties, conservées au Corpus Christi College de l'université de Cambridge et à la British Library à Londres.
Dans un style franc et sans compromis, Paris n’hésite pas à y critiquer les abus et la tyrannie des grands au pouvoir, notamment Jean sans Terre, Henri III et la papauté. Il exprime aussi son admiration pour Frédéric II du Saint-Empire.
Cette source a été traduite en plusieurs langues, dont en français, par Alphonse Huillard-Bréholles à partir de 1840.
L'auteur a eu l'idée de rendre les tables circulaires mobiles à l'intérieur du livre, grâce aux volvelles dont c'est ici la première apparition connue. Ainsi, les Chronica maiora seraient un des premiers livres animés.